# Jaume Balaguer Sarriera
Jaume Balaguer i Sarriera (1912 - Barcelona 10 d'agost de 1989) va ser un industrial barceloní i promotor de negocis teatrals.
L'any 1930 Jaume Balaguer compartia amb el seu pare Modesto Balaguer un taller de poliment de metalls i fabricació manual de ferramentes de tall. Estava situat a Sarrià, al carrer Cardenal Vives i Tutó.
Finalitzada la guerra, traslladà el taller al carrer de Numància. El 1940 creà la societat Balaguer, S.A. juntament amb el seu soci, el senyor Ramon Mayol Averós, que aportà capital a l'empresa.
Ben aviat els productes forjats tals com tisores, claus fixes i ferramentes de ganiveteria van obtindre gran acceptació dins del mercat nacional. Es fabricaven les fulles forjades de ganivets per totes les fàbriques de coberts de plata i alpaca, per a empreses com Metalls i Plateria Rivera, S.A., Alberto Castro, S.A., Cunill, S.A., Idurgo, S.A., Plateria Durán, S.A., entre altres principals platers i coberters d'Espanya. De les famoses tisores «7 usos» es varen arribar a fabricar més de tres milions d'unitats i estava present a la majoria de les llars d'Espanya.

Tisores de cuina 7 usos Balaguer.

L'any 1960 es creà el departament d'exportació, i l'empresa participa en certàmens com la US World Trade Fair, durant tres anys consecutius a Nova York, amb el que es donà sortida a l'exterior als productes fabricats a Barcelona.
En reconeixement de la seva incansable labor, amb la creació de llocs de treball i èxits professionals, el 1970 se li concedí la medalla de plata de primera classe del Mèrit al Treball.
Balaguer, S.A. va tancar portes l'any 1981, època de recessió i gran crisi en què moltes empreses metal·lúrgiques catalanes van fer fallida.

## Adquisició del Teatre Victòria
Amb el motiu de fer anuncis publicitaris a la ràdio, cinemes i teatres, Jaume Balaguer s'interessà pel Teatre Victòria, i el comprà l'any 1954. Balaguer va comprar als senyors Bergada, Tolosa i Bosch la totalitat de les accions de La Barcelonesa de Espectáculos, S.A que n'era la propietària.

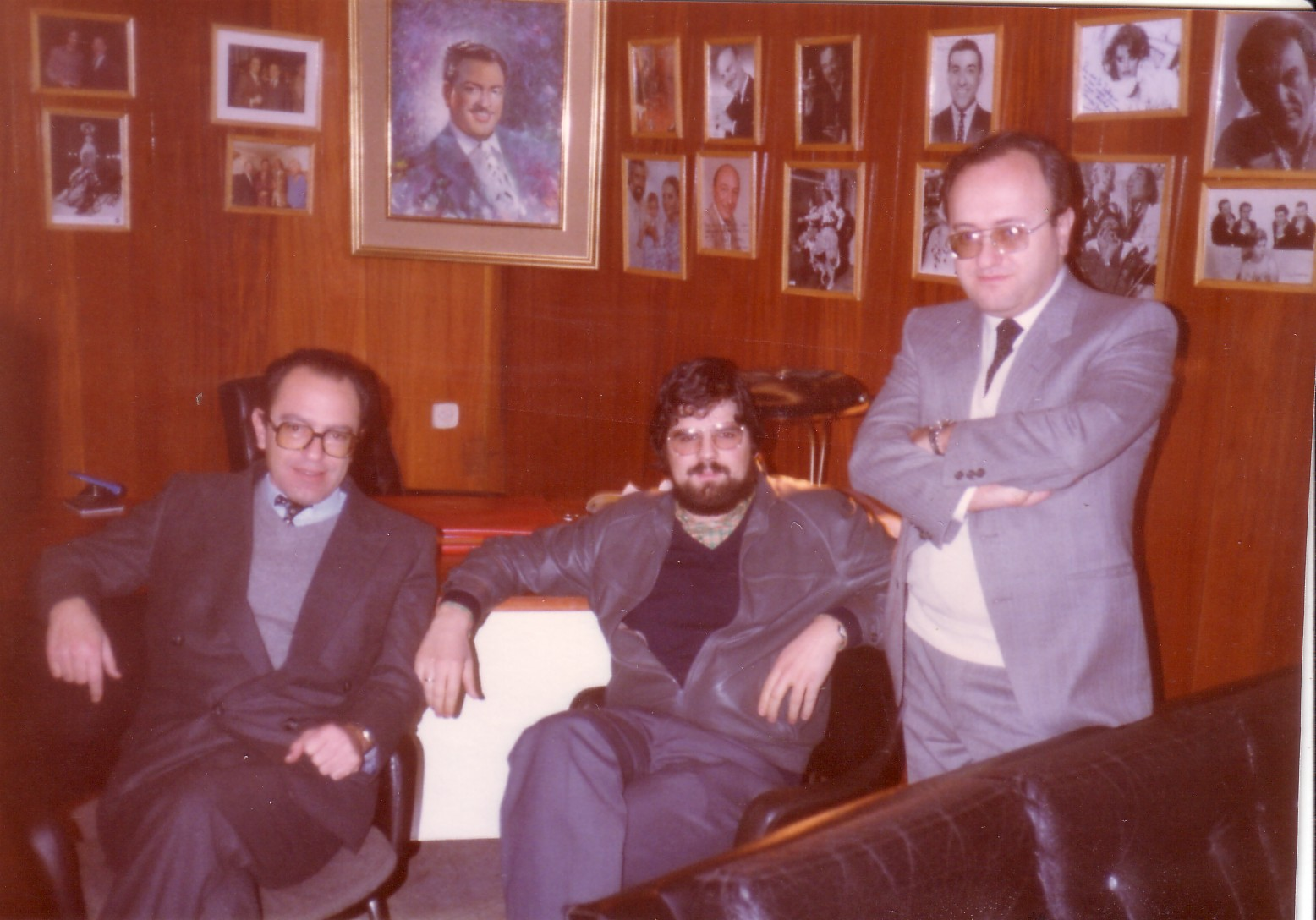
Els germans Jordi i Ricardo Balaguer i en Toni Coll al despatx del Teatre Victoria

Durant els primers temps, artistes coneguts com a Gema del Río, Maty Mont, Rosa i Nopi, Eugenia Roca, Mario Visconti, Bella Dorita, Carmen Flores, Mary Merche, Gardenia Pulido, Escamillo… formaven vodevils i espectacles de varietats. El folklore espanyol va ser representat per artistes com Rafael Fariña, Estrellita Castro, Pepe Blanco, Carmen Morell i Antonio Amaya entre d'altres, els quals van estar presents a l'escenari del Victòria.
Jaume Balaguer es va associar amb empresaris com Joaquín Gasa, Joaquín Soler Serrano, Jordi Morell, els germans Riba de Scala, per programar el teatre. Revistes i varietats del moment es podien veure com Lindsay Kemp, Orquesta de RTV de Moscú, La Linterna Mágica de Praga, Le cirque du soleil, El diluvio que viene... Les revistes de la Mary Santpere, amb Escamillo, Cassen, Nicole Blanchery, etc. van ser molt famoses.

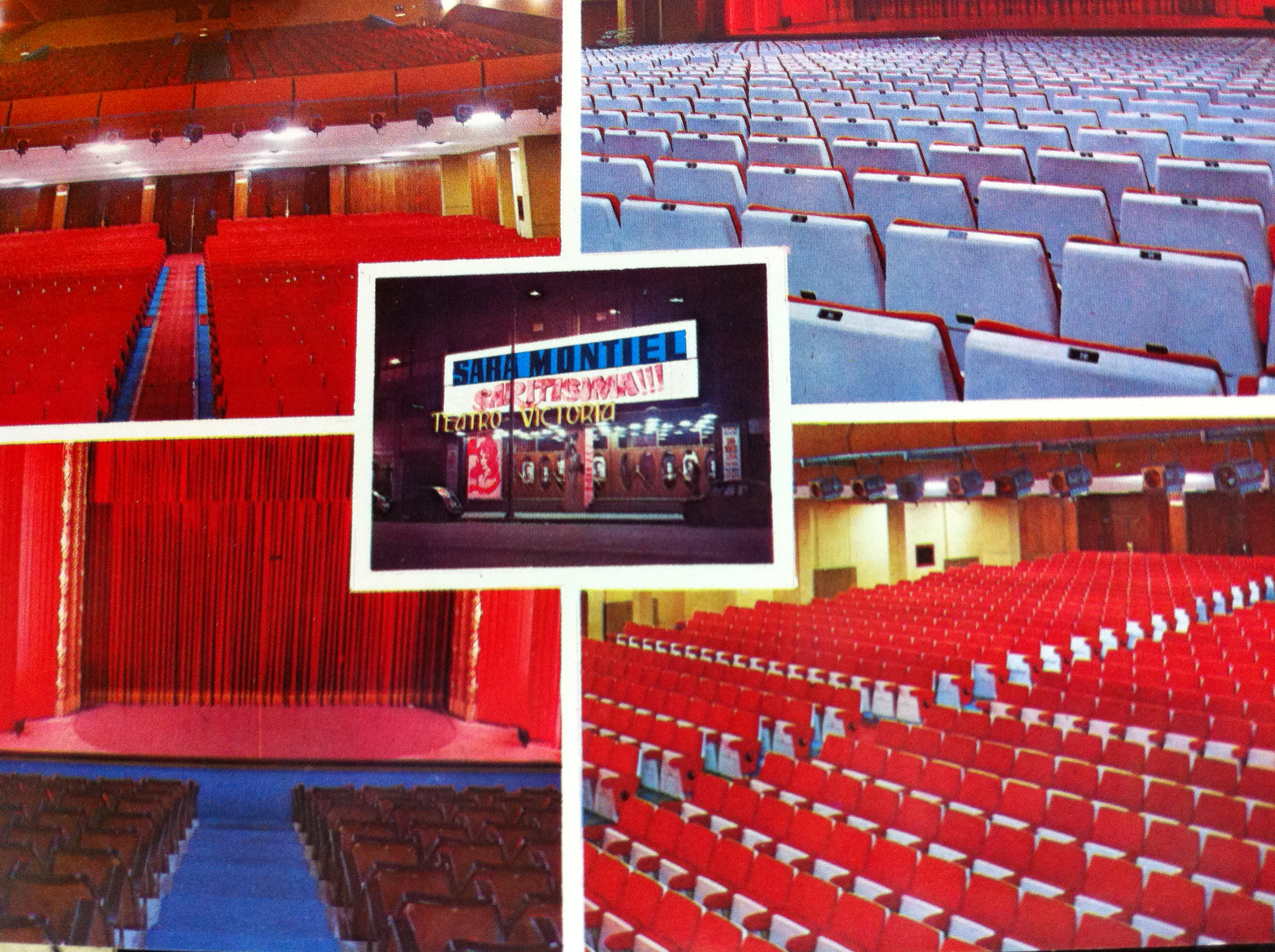
Façana i interior del teatre completament reformat.

Durant l'any 1967 Jaume Balaguer va edificar dos blocs de pisos al costat del Teatre, al Paral·lel, el que va donar la forma actual al carrer, i va reformar el vestíbul amb un estil modernista que va ser molt reconegut per la crítica del moment. En aquella ocasió es va associar com companyia artística amb Joaquín Gasa, per l'estrena d'Una chica en mi sopa amb les estrelles del moment, Concha Velasco i Guillermo Marín. Posteriorment i per encerclar i configurar adequadament el local, va fer un nou bloc de pisos al carrer Vilá Vilá amb sortida d'emergència i bar-restaurant per la part del darrere. Tot el pati de butaques i pis superior reforçat amb bigues de ferro, que abans havien estat bigues de fusta.
L'any 1980 Jaume Balaguer es retirà i els seus fills Jordi Balaguer i Ricard Balaguer van prendre el relleu. Es muntaren espectacles musicals, amb les vedettes Sara Montiel, Agata Lys, Lilian de Celis, Barbara Rey i Bibi Andersen. Es feu una col·laboració amb Laso de la Vega, per fer la Setmana de la Cançó amb Joan Manuel Serrat, Núria Feliu, La Trinca, Lluís Llach, Peret i Joan Capri com a còmic. Es programaren espectacles de Broadway com I misbehavin, Mil años de Jazz, Hair i Cabaret.
L'any 1986, Tres per Tres entrà a programar el Teatre amb contracte de lloguer per vint anys signat amb Tricicle, Dagoll Dagom i Anexa. Finalment l'any 2001, Tres per Tres comprà el Teatre i acabà l'època dels empresaris Balaguer al Teatre Victòria.